# Jang Yoon-ju
Jang Yoon-ju (en hangul, 장윤주; Seúl, 7 de noviembre de 1980) es una modelo, actriz, personaje televisivo y cantautora surcoreana.

## Vida personal
Tras estudiar en la escuela secundaria de niñas Poongnap, se graduó en el Departamento de Cine del Instituto de las Artes de Seúl, aunque su mayor interés estaba en el mundo de la moda.
Se casó el 29 de mayo de 2015 con Jung Seung-min, empresario de moda al que había conocido durante un reportaje fotográfico; el 27 de junio de 2016 anunció su primer embarazo, y el 2 de enero de 2017 dio a luz a una niña, Lisa.

## Carrera
Jang Yoon-ju comenzó su carrera de modelo a los 17 años, en la Semana de la Moda de Seúl de 1997, y se convirtió en una de las modelos más exitosas del país durante más de dos décadas. Fue pionera en un estilo peculiar de desfilar por la pasarela, la «marcha al estilo escolar», y también en popularizar a las modelos orientales frente al predominio en generaciones anteriores de modelos occidentales. Ha alternado su trabajo como modelo de alta costura con el de modelo comercial para anuncios publicitarios: a título de ejemplo, para Lucky Chouette, Makeup Forever, SK Magic, Ottogi Cup Noodle, y muchos otros anunciantes.
Ha publicado tres libros. En 2005 tomó parte en un volumen colectivo, CmKm, en el que seis jóvenes artistas plasmaban sus experiencias de viaje a diversos lugares del planeta. En su parte, titulada Había un piano en esa casa, incluye dos canciones que evocan su paso por París y Londres. En 2006 publicó junto con la diseñadora de moda Seo Eun-young 스타일 북 (Libro de estilo), una guía de estilo y moda. En 2011 fue coautora con otros compañeros de profesión de Top Model, un volumen sobre el mundo de la moda con consejos de belleza, maquillaje y peinado.
Ha tenido una presencia constante en la televisión surcoreana, tanto en programas relacionados con la moda y el estilo (en particular Korea's Next Top Model, del canal OnStyle, que presentó durante sus cuatro temporadas), como en espectáculos de entretenimiento (Infinite Challenge, Running Man, Pajama Friends), en calidad de presentadora y también como invitada.
En el ámbito musical, Jang Yoon-ju ha publicado dos álbumes, Dream en 2008 y I'm Fine en  2012, más un EP con tres canciones, Lisa, en 2017, amén de dos sencillos. Jang no solo canta y escribe letra y música de sus temas, sino que además toca la guitarra y el piano.
Jang ha aparecido asimismo en varios vídeos musicales con artistas de renombre, como Lee Hyori o el cuarteto femenino Aespa. El vídeo grabado por este grupo con ella en noviembre de 2020, Black mamba, alcanzó el 8 de enero de 2021 los cien millones de visitas en YouTube, estableciendo así en 51 días el tiempo necesario para alcanzar esa cifra, un nuevo récord en la historia del K-pop.
En su faceta de actriz, Jang Yoon-ju ha afirmado que siempre tuvo interés por la actuación, y que ha recibido a lo largo de los años muchas ofertas en este campo, frustradas casi todas debido a su agenda como modelo. Esta circunstancia hacía pensar en una aparente falta de inclinación por la interpretación, añade Jang, lo cual era motivo de extrañeza para algunos de sus amigos actores, como Son Ye-jin o Jung Woo. Sin embargo, debutó finalmente en Por encima de la ley (2015), entre dudas por las exigencias de su personaje. Y cinco años después  apareció en Three Sisters, a cuyo reparto se unió en parte por la presencia de sus coprotagonistas Moon So-ri y Kim Sun-young. Después de esta película ha aumentado su participación en el cine con otros títulos más estrenados en 2023, y con la continuación de Por encima de la ley, que lleva el título de I, the Executioner, comenzó a rodarse en diciembre de 2022 y se estrenó en septiembre de 2024.
Jang Yoon-ju ha entrado también en las series de televisión, primero con un cameo en Perfume (KBS 2TV, 2019), apareciendo como ella misma en esta serie, ambientada en el mundo de la moda; y después, ya con un papel más importante, en La casa de papel: Corea (título inglés: Money Heist: Korea – Joint Economic Area), que es la versión surcoreana de La casa de papel, producida por Netflix y emitida desde junio de 2022.En 2024 entró también en el reparto de la exitosa La reina de las lágrimas como Mi-sun, la hermana del protagonista masculino.

## Filmografía

### Películas
| Año  | Título               | Hangul    | Papel          | Ref.                 |
| ---- | -------------------- | --------- | -------------- | -------------------- |
| 2015 | Por encima de la ley | 베테랑    | Miss Bong      | [ 19 ] [ 20 ]        |
| 2023 | Three Sisters        | 세자매    | Mi-ok          | [ 1 ]                |
| 2023 | One Win              | 1승       | Bang Soo-ji    | [ 21 ] [ 22 ] [ 23 ] |
| 2023 | Bailarina            | 발레리나  | Mun-yeong      | [ 24 ]               |
| 2024 | Citizen of a Kind    | 시민 덕희 | Sook-ja        | [ 25 ] [ 26 ] [ 27 ] |
| 2024 | I, the Executioner   | 베테랑 2  | Detective Bong | [ 14 ] [ 28 ] [ 15 ] |

### Series web y de televisión
| Año  | Título                   | Papel                              | Canal   | Notas              | Ref.          |
| ---- | ------------------------ | ---------------------------------- | ------- | ------------------ | ------------- |
| 2019 | Perfume                  | Ella misma, modelo de alta costura | KBS2    | Aparición especial | [ 16 ]        |
| 2022 | La casa de papel: Corea  | Nairobi                            | Netflix |                    | [ 17 ]        |
| 2024 | La reina de las lágrimas | Baek Mi-sun                        | tvN     |                    | [ 18 ] [ 29 ] |

### Vídeos musicales
| Año  | Título      | Hangul    | Artista         | Ref.   |
| ---- | ----------- | --------- | --------------- | ------ |
| 2001 | Good person | 좋은 사람 | Toy             | [ 30 ] |
| 2007 | Days        | 며칠째    | 마이큐 (MY-Q)   |        |
| 2011 | So nice     | —         | Grand Mint Band | [ 31 ] |
| 2013 | Bad girls   | 배드 걸스 | Lee Hyori       | [ 32 ] |
| 2020 | Black mamba | —         | Aespa           | [ 33 ] |

### Programas de televisión
| Año       | Título                                         | Canal           | Función                                                    | Notas             | Ref.   |
| --------- | ---------------------------------------------- | --------------- | ---------------------------------------------------------- | ----------------- | ------ |
| 2006      | I Am a Model 1                                 | Mnet            | Presentadora y juez                                        |                   |        |
| 2008      | Jang Yoon-ju's 29                              | Mnet            |                                                            |                   |        |
| 2009      | Music Travel Lalala                            | MBC             |                                                            |                   |        |
| 2010      | Korea's Next Top Model, Cycle 1                | OnStyle         | Presentadora y juez                                        |                   |        |
| 2010      | Infinite Challenge "2011 Calendar Project"     | MBC             | Presentadora, consejera, juez y actriz                     |                   |        |
| 2011      | Korea's Next Top Model, Cycle 2                | OnStyle         | Presentadora y juez                                        |                   |        |
| 2012      | Jang Yoon-ju's Magic Recipe                    | O'live          |                                                            |                   |        |
| 2012      | Korea's Next Top Model, Cycle 3                | OnStyle         | Presentadora y juez                                        |                   |        |
| 2012      | Infinite Challenge - Ugly Friend Festival      | MBC             | Invitada                                                   | Episodios 304-305 |        |
| 2013      | Springtime with Yoon-ju                        | OnStyle         |                                                            |                   |        |
| 2013      | Korea's Next Top Model, Cycle 4                | OnStyle         | Presentadora y juez                                        |                   |        |
| 2014      | Korea's Next Top Model: Guys & Girls           | OnStyle         | Presentadora y juez                                        |                   |        |
| 2014      | Infinite Challenge - What If?                  | MBC             | Supuesta esposa de Noh Hong-chul                           | Episodios 363-365 |        |
| 2014      | Infinite Challenge - We're Hungry              | MBC             |                                                            | Episodio 382      |        |
| 2015      | SBS Special: Jang Yoon-ju's Story of the Heart | SBS             |                                                            |                   |        |
| 2015      | Running Man - Police vs. Mafia                 | SBS             |                                                            | Episodio 258      |        |
| 2017      | Knowing Bros                                   | jTBC            |                                                            | Episodio 104      |        |
| 2017      | The Lovebirds 2                                | tvN             | Reparto principal                                          |                   |        |
| 2018      | Pajama Friends                                 | Lifetime        | Presentadora                                               | 13 episodios      | [ 7 ]  |
| 2018/2019 | Weekend Playlist                               | tvN             |                                                            |                   |        |
| 2018/2019 | Get It Beauty                                  | OnStyle, O'live |                                                            |                   | [ 8 ]  |
| 2019      | Knowing Bros                                   | jTBC            |                                                            | Episodio 196      |        |
| 2020      | Running Girls                                  | Mnet            | Asistente vocal para los miembros a lo largo de la carrera |                   |        |
| 2021      | Knowing Bros                                   | jTBC            |                                                            | Episodio 263      |        |
| 2022      | Baby Singer                                    | KBS2            | Profesora de música                                        |                   | [ 34 ] |
| 2022      | Saturday Night Live Korea                      | Coupang Play    | Presentadora                                               | Temp. 3, ep. 5    | [ 35 ] |

## Discografía
| Año  | Título        | Notas                             | Ref.   |
| ---- | ------------- | --------------------------------- | ------ |
| 2008 | Dream         | Larga duración                    | [ 9 ]  |
| 2012 | Autumn Wind   | Sencillo digital                  |        |
| 2012 | I'm Fine      | Larga duración                    |        |
| 2017 | Lisa          | Miniálbum de tres temas           | [ 10 ] |
| 2018 | Strange Dream | Sencillo digital - con Joo Yun-ha | [ 11 ] |

## Radio
- Today Morning (MBC FM4U, 2011).
- Rooftop Radio (KBS Cool FM, 2012).

## Libros
- Kim Jin-pyo, Im Sang-hyo, Jang Yoo-ju, Jung Shin, Hong Jin-kyung: CmKm - Sound Visual Book - Seis jóvenes artistas viajan en seis colores (젊은 아티스트 여섯 명의 여섯 빛깔 여행기). Publicado en 2005 (ISBN 9788952743091).
- Seo Eun-young, Jang Yoon-ju: Libro de estilo (스타일 북). Publicado en 2006 (ISBN 895274649X).
- Jang Yoon-ju, Ji Hyun-jung, Kim Jae-wook, Han Hye-jin, Song Kyung-ah: Top Model. Publicado en  2011 (ISBN 9788952215673).

## Premios y nominaciones
| Año  | Premio                       | Categoría                      | Papel                | Resultado | Ref.   |
| ---- | ---------------------------- | ------------------------------ | -------------------- | --------- | ------ |
| 2015 | 52.º Grand Bell Awards       | Mejor actriz revelación        | Por encima de la ley | Nominada  | [ 36 ] |
| 2021 | Golden Cinematography Awards | Premio especial del jurado     | Three Sisters        | Ganadora  | [ 37 ] |
| 2021 | Chunsa Film Art Awards       | Mejor actriz revelación        | Three Sisters        | Nominada  | [ 38 ] |
| 2021 | 42.º Blue Dragon Film Awards | Mejor actriz de reparto        | Three Sisters        | Nominada  | [ 39 ] |
| 2021 | Baeksang Arts Awards         | Mejor actriz revelación (cine) | Three Sisters        | Nominada  | [ 40 ] |
| 2021 | Asian Film Awards            | Mejor actriz de reparto        | Three Sisters        | Nominada  | [ 41 ] |